# 拉特考伊·亚诺什
拉特考伊·亚诺什（匈牙利語：Rátkai János，1951年5月30日—），匈牙利男子皮划艇运动员。他曾代表匈牙利参加1972年、1976年和1980年夏季奥林匹克运动会皮划艇比赛，获得一枚银牌。